# Liste der Einträge im National Register of Historic Places im Piatt County

Lage des Piatt County in Illinois

Die Liste der Einträge im National Register of Historic Places im Piatt County in Illinois führt alle Bauwerke und historischen Stätten im Piatt County auf, die in das National Register of Historic Places aufgenommen wurden.

## Legende
| NRHP | Historic Place    |
| HD   | Historic District |

## Aktuelle Einträge
| [ 2 ] | Name                                           | Bild                                           | Eintragsdatum        | Lage | Ort        | Beschreibung |
| ----- | ---------------------------------------------- | ---------------------------------------------- | -------------------- | --- | ---------- | ------------ |
| 1     | Robert Allerton Estate                         | Robert Allerton Estate                         | 2007 ID-Nr. 07000701 | 515 Old Timber Road 40° 0′ 12,6″ N, 88° 39′ 3,9″ W                                                                                                  | Monticello |              |
| 2     | Monticello Courthouse Square Historic District | Monticello Courthouse Square Historic District | 2009 ID-Nr. 08000400 | Abgegrenzt durch Market Street, die Eisenbahnschienen, North Hamilton Street, Independence Street und Marion Street 40° 1′ 28,3″ N, 88° 34′ 15,6″ W | Monticello |              |
| 3     | North State Street Historic District           | North State Street Historic District           | 1998 ID-Nr. 98001045 | Blöcke 300-1100 der North State Street 40° 1′ 51″ N, 88° 34′ 15″ W                                                                                  | Monticello |              |
| 4     | South Charter Street Historic District         | South Charter Street Historic District         | 2002 ID-Nr. 01001464 | Abgegrenzt durch Marion Street, South Market Street, Sage Drive und South State Street 40° 1′ 17″ N, 88° 34′ 24″ W                                  | Monticello |              |
| 5     | Voorhies Castle                                | Voorhies Castle                                | 1979 ID-Nr. 79000861 | Südlich von Bement 39° 52′ 0″ N, 88° 34′ 49″ W | Bement     |              |